# 굿바이 이디엇
《굿바이 이디엇》(영어: A Farewell to Fools)은 2013년 공개된 영화이다.

## 출연

### 주연
- 제라르 드빠르디유
- 하비 케이틀
- 로라 모란테